# Гърлс Кент Кетч
Гърлс Кент Кетч (на английски: Girls Can't Catch) е британско изцяло дамско поп трио, създадено през 2009 година с членове Дейзи Агню, Джес Стиклеи и Фийби Браун.

## Музикална кариера
Групата стартира кариерата си като участва в турнето на Гърлс Алауд Out of Control Tour. През август 2009 г. излиза дебютния ѝ сингъл Keep Your Head Up, който достига до 26-о място. В началото на 2010 г. излиза песента Echo, която се изкачва до 19-о място. През юли 2010 г. звукозаписната компания фалира и групата се разпада.

## Дискография

### Сингли
- „Keep Your Head Up“ (2009)
- „Echo“ (2010)

## Видеоклипове
| Видеоклип         | Премиера |
| ----------------- | -------- |
| Keep your head up | 2009     |
| Echo              | 2010     |